# Euxoa fuliginea
Euxoa fuliginea là một loài bướm đêm trong họ Noctuidae.